# 鈾-232
鈾-232（232U) 是鈾的一種同位素，它的半衰期約為68.9年，是釷循環的副產物。鈾-232被認為是以鈾-233為裂變材料進行核擴散的一個障礙，因為鈾-232會較快轉化為鉈-208，而鉈-208發出的強烈伽馬射線會使鈾-232變得更難處理。

## 物理性質
由於鈾-233本身、原鏷-233或釷-232的寄生(n,2n)反應，總會產生少量的鈾-232作為雜質：
釷-232(n,γ)釷-233 (β−) 鏷-233 (β−)鈾-233 (n,2n)鈾-232
釷-232(n,2n)釷-231(β−) 鏷-231(n,γ)  鏷-232(β−)鈾-232
另一途徑涉及對少量釷-230的中子俘獲反應，釷-230是鈾-238衰變後存在的天然釷的一小部分。 
釷-230(n,γ)釷-232 (β−) 鏷-231 (n,γ) (β−)鈾-233
鈾-233的衰變鏈迅速產生強烈的伽馬輻射發射體。
鈾-232(α, 68.9年)。                   
釷-228 (α, 1.9年)。
鐳-224(α, 3.6日, 0.24 MeV) ( 從這一點開始，衰變鏈與釷-232的衰變鏈相同；不過，釷-232的危險性要小得多，因為它的半衰期極長，約為140-150億年，這意味著它的危險產物不會積累得那麼多。)
氡-220 (α, 55秒, 0.54 MeV)
釙-216 (α, 0.145秒)
鉛-212 (β−, 10.64小時)。
鉍-212(α, 61分鐘, 0.78 MeV)。
鉈-208 (β−, 3分鐘, 2.6 MeV) (35.94% branching ratio)。
鉛-208 (穩定)
與質量數為偶數的同位素不同的是，鈾-233在裂變（熱中子75（b），共振積分380b）以及中子俘獲（熱73b，共振積分280b）方面具有顯著的中子吸收截面。